# Jorge Camarasa
Jorge Camarasa (Zárate, provincia de Buenos Aires, 10 de junio de 1953 - Córdoba, 7 de marzo de 2015) fue un periodista y escritor argentino.

## Biografía
Licenciado en Ciencias de la Información por la Universidad Nacional de La Plata, se radicó en la ciudad de Buenos Aires en los años 1980 y residió sus últimos quince en Córdoba. Se casó dos veces, ambas con periodistas, y tuvo dos hijos con cada una (Nicolás, Victoria, Tomás y Julia).
Trabajó en las revistas La Semana y El Periodista de Buenos Aires; así como en los periódicos Clarín (donde llegó a ser prosecretario), La Razón y La Nación.
A Córdoba llegó para hacerse cargo de La Mañana, pero al poco tiempo comenzó a colaborar con La Voz del Interior. El último tiempo colaboró con el diario Alfil.
Sus trabajos fueron reproducidos por Corriere della Sera y Manchete, entre otras publicaciones internacionales.
Se desempeñó como asesor del Simon Wiesenthal Center. Participó en simposios, congresos y dictó conferencias en Argentina, Chile, Brasil, Italia y Suiza.
Fue autor de libros periodísticos, algunos en colaboración con colegas; incursionó en la ficción con algunas novelas (La ola, 1984; La última noche de Juan Duarte, 2003; Morirse cambia la vida, publicación póstuma) y escribió guiones de documentales, como el de Oro nazi en Argentina (2005). 
Murió el 7 de marzo de 2015 en la ciudad de Córdoba a los 61 años tras sufrir un paro cardíaco en casa de unos amigos.

## Libros
- La ola, novela, Sudamericana-Planeta, Buenos Aires, 1984
- El juicio. Proceso al horror. De la recuperación de la democracia a la sentencia a las Juntas, con Rubén Felice y Daniel González; Sudamericana-Planeta, Buenos Aires, 1985; ISBN 950-37-0175-9 (290 pp)
- Los nazis en la Argentina, editorial Legasa, 1992
- Odessa al Sur. La Argentina como refugio de nazis y criminales de guerra, Planeta, Buenos Aires, 1995; ISBN 950-742-656-6 (Aguilar, 2012)
- La enviada. El viaje de Eva Perón a Europa, Planeta, 1998
- Amores argentinos. Secretos y verdades de dieciséis pasiones célebres, Planeta, 1998
- Días de furia. Historia oculta de la Argentina desde la caída de De la Rúa hasta la asunción de Duhalde, Sudamericana, 2002; ISBN 950-07-2236-4 (190 pp)
- La última noche de Juan Duarte, novela histórica, Sudamericana, 2003
- Un nombre para el verdugo. El caso Hagelin, Sudamericana, 2004
- Puerto Seguro - Desembarcos Clandestinos En La Patagonia,  Norma, 2006
- Menguele. El ángel de la muerte en Sudamérica, Norma, 2008
- El verdugo. Astiz, un soldado del terrorismo de estado, Planeta, 2009
- América nazi, con el periodista chileno Carlos Basso, Norma, 2011 (edición corregida: Aguilar, 2014)
- Historias secretas de Córdoba, Aguilar, 2012
- Nuevas historias secretas de Córdoba, Aguilar, 2014
- Morirse cambia la vida, novela, editorial Raíz de Dos, Córdoba, 2016